# Маклауд, Рори (футболист)
Рори Маклауд (англ. Rory MacLeod; родился 3 февраля 2006) — шотландский футболист, нападающий клуба «Данди Юнайтед».

## Клубная карьера
Воспитанник футбольной академии клуба «Данди Юнайтед», за которую выступал с шестилетнего возраста. В декабре 2021 года 15-летний Рори подписал свой первый профессиональный контракт с клубом. 9 февраля 2022 года дебютировал в основном составе «Данди Юнайтед» в матче Шотландского Премьершипа против «Мотеруэлла», в возрасте 16 лет и 6 дней став самым молодым игроком в истории «Данди Юнайтед».

## Карьера в сборной
В октябре 2021 года получил вызов в сборную Шотландии до 16 лет на матчи Суперкубка «Виктори» (англ. Victory Shield). Отметился забитым мячом в матче против сверстников из Уэльса.
В мае 2022 года в составе сборной Шотландии до 17 лет принял участие в юношеском чемпионате Европы, который прошёл в Израиле.